# Nicole Maruo-Schröder
Nicole Maruo-Schröder ist eine deutsche Amerikanistin.

## Leben
Nach dem Studium (1991–1999: Anglistik/Amerikanistik, Germanistik, Kunstgeschichte, Deutsch als Fremdsprache) an der Heinrich-Heine-Universität Düsseldorf, der Duke University, North Carolina, und der University of California, Davis, war sie von 1999 bis 2004 wissenschaftliche Hilfskraft in der Abteilung für Amerikastudien an der Düsseldorfer Universität. Nach der Promotion 2004 wurde sie 2013 Professorin für Cultural Studies am Institut für Anglistik der Universität Koblenz-Landau, Campus Koblenz.

## Schriften (Auswahl)
- Spaces and places in motion. Spatial concepts in contemporary American literature. Tübingen 2006, ISBN 3-8233-6253-4.
- mit Christoph Ribbat (Hg.): Literature and consumption in nineteenth-century America. Heidelberg 2014, ISBN 3-8253-6369-4.